# كلية التخطيط الإقليمي والعمراني (جامعة القاهرة)
كلية التخطيط العمراني والإقليمى بجامعة القاهرة هي الكلية المتكاملة الوحيدة في مصر والشرق الأوسط في مجال التخطيط العمراني والإقليمى والتي تشمل أربعة أقسام متخصصة في هذا المجال.

## نشأة وتاريخ الكلية
بدأت الدراسة بها في العام الجامعي 1979/78، في مبناها القديم بشارع الجلاء بالقاهرة، ثم افتتح مبناها الجديد عام 1991، حيث تغير اسمها بقرار جمهوري من معهد إلى كلية التخطيط العمراني والإقليمى.
إن كلية التخطيط العمراني والإقليمى هي الكلية المتكاملة الوحيدة في مصر والشرق الأوسط في مجال التخطيط العمراني والإقليمى والتي تشمل أربعة أقسام متخصصة في هذا المجال.

## الرؤية
تحقيق الريادة في مجالات التخطيط العمراني على المستويات المحلية والإقليمية والدولية والوصول إلى التميز في برامج تعليم مناهج التخطيط العمراني لدرجات البكالوريوس والدراسات العليا معترف بها دولياً مع تطوير مراكز الدراسات بالكلية لتسهم بفاعلية في مشروعات التنمية المجتمعة.

## الرسالة
التطوير المستمر لعلوم التخطيط والتصميم العمراني لمرحلتي البكالوريوس والدراسات العليا لإعداد مخطط ومصمم عمراني قادر على فهم وحل مشكلات المجتمع العمرانية في ضوء المتغيرات الاقتصادية والسياسية والاجتماعية والبيئية، ورفع كفاءة الدراسات والبحوث النظرية والتطبيقية، وتلبية احتياجات المجتمع لتخريج مخطط قادر على المنافسة المحلية والعربية والإقليمية والدولية باستخدام أحدث نظم تكنولوجيا المعلومات ومناهج البحث لمتطلبات القرن الواحد والعشرين.

## الأهداف
- تطوير نهج علمي تطبيقي حديث لعلوم التخطيط والتصميم العمراني والعلوم الهندسية والإنسانية المتوافقة مع احتياجات المجتمع ومتطلبات العمل المختلفة
- دعم قدرة الخريج لتحقيق متطلبات الممارسة المهنية والالتزام بتقاليدها والتنافس والمشاركة بكفاءة مع فرق العمل في تخصصات التخطيط العمراني المختلفة
- توسيع أفق الطلبة وتنمية القدرة على الإبداع والابتكار لحل مشكلات المجتمع
- تدعيم قدرة الطلبة على التعلم الذاتي وجمع المعلومات والتصنيف والتحليل وإنتاج مشروعات تصميمية وتخطيطية وعرضها بإتباع منهجية علمية لحل مشكلات التنمية بالمجتمع
- تدعيم مهارات الطلبة المختلفة وخاصة استخدام تطبيقات الحاسب الآلي وتقنيات ومهارات وأدوات تكنولوجيا ونظم المعلومات في كافة تخصصات التخطيط والتصميم العمراني
- تخريج مخططين ومصممين عمرانيين أكفاء لديهم الفهم والمعرفة العلمية المؤهلة لمتطلبات العصر

## عمداء الكلية
الأستاذ الدكتور/ عبد المحسن برادة 1994 - 2000
	الأستاذ الدكتور/ محمد طاهر الصادق 1993 - 1994
	الأستاذ الدكتور/ محمود يسرى حسن 1980 - 1993

## الهيكل التنظيمى
إدارة الكلية
يرأس الكلية عميد، ويعاونه ثلاثة وكلاء:
- وكيل الكلية لشئون التعليم والطلاب
- وكيل الكلية لشئون الدراسات العليا والبحوث
- وكيل الكلية لشئون خدمة المجتمع وتنمية البيئة
- مجلس الكلية

مجلس الكلية يرأسه العميد، ويضم في عضويته كلا من:
- وكلاء الكلية
- رؤساء الأقسام
- أستاذ من كل قسم
- أستاذ مساعد، ومدرس
- ثلاثة أعضاء على الأكثر من خارج الكلية
- خمسة أساتذة على الأكثر

أقسام الكلية:
تنقسم كليات الجامعة ومعاهدها إلى أقسام مستقلة لكل منها كيانه الذاتي من الناحية العلمية والإدارية، والمالية، ويرأس المجلس رئيس مجلس القسم والمجلس يتكون من جميع الأساتذة والأساتذة المساعدين في القسم، ومن خمسة من المدرسين على الأكثر.

## الدرجات العلمية التي تمنحها الكلية
أولاً: درجة البكالوريوس في التخطيط العمراني والإقليمى
مدة الدراسة بالكلية لنيل درجة البكالوريوس عشرة فصول دراسية
ثانياً: دبلوم الدراسات العليا
- تخطيط المدن والأقاليم
- تخطيط التنمية المحلية
- اقتصاديات العمران
- تخطيط البنية الأساسية
- تصميم البيئة العمرانية

ثالثاً: درجة الماجستير في التخطيط العمراني والإقليمى
- التخطيط الإقليمى
- تخطيط المدن
- التجديد والحفاظ العمراني
- تصميم البيئة العمرانية

رابعاً: درجة الدكتوراة في التخطيط العمراني والإقليمى

## أقسام الكلية

### تنقسم الكلية إلى أربعة أقسام
- قسم التنمية العمرانية الإقليمية
- قسم التخطيط العمراني
- قسم التصميم العمرانى
- قسم التخطيط البيئى والبنية الأساسية

وهي أقسام علمية وليست أقسام طلبة وتتبع برنامج دراسي واحد